# Vårklassiker
Vårklassiker kallas ett antal, vanligen traditronsrika, endagslopp i landsvägscykling som avgörs i Europa varje vår. Hit räknas ofta (det finns ingen definition):
| Lopp                  | Veckodag | 2017        | 2018        | 2019     | 2020         | 2021        | 2022        | 2023        | 2024        | 2025       | Första upplaga | Upplagor t.o.m. 2025 | Anmärkning                     |
| --------------------- | -------- | ----------- | ----------- | -------- | ------------ | ----------- | ----------- | ----------- | ----------- | ---------- | -------------- | -------------------- | ------------------------------ |
| Omloop Het Nieuwsblad | lördag   | 25 februari | 24 februari | 2 mars   | 29 februari  | 27 februari | 26 februari | 25 februari | 24 februari | 1 mars     | 1945           | 80                   |                                |
| Kuurne-Bryssel-Kuurne | söndag   | 26 februari | 25 februari | 3 mars   | 1 mars       | 28 februari | 27 februari | 26 februari | 25 februari | 2 mars     | 1945           | 77                   |                                |
| Milano–Sanremo        | lördag   | 18 mars     | 17 mars     | 23 mars  | 8 augusti    | 20 mars     | 19 mars     | 18 mars     | 16 mars     | 22 mars    | 1907           | 116                  | Monument                       |
| E3 Harelbeke          | fredag   | 24 mars     | 23 mars     | 29 mars  | inställt     | 26 mars     | 25 mars     | 24 mars     | 22 mars     | 28 mars    | 1958           | 67                   | Gatstensklassiker              |
| Gent–Wevelgem         | söndag   | 26 mars     | 25 mars     | 31 mars  | 11 oktober   | 28 mars     | 27 mars     | 26 mars     | 24 mars     | 30 mars    | 1934           | 87                   | Gatstensklassiker              |
| Dwars door Vlaanderen | onsdag   | 22 mars     | 28 mars     | 3 april  | inställt     | 31 mars     | 30 mars     | 29 mars     | 27 mars     | 2 april    | 1945           | 79                   |                                |
| Flandern runt         | söndag   | 2 april     | 1 april     | 7 april  | 14oktober    | 4 april     | 3 april     | 2 april     | 31 mars     | 6 april    | 1913           | 109                  | Monument och Gatstensklassiker |
| Scheldeprijs          | onsdag   | 5 april     | 4 april     | 10 april | 18 oktober   | 7 april     | 6 april     | 5 april     | 3 april     | 9 april    | 1907           | 113                  |                                |
| Paris–Roubaix         | söndag   | 9 april     | 8 april     | 14 april | inställt     | 3 oktober   | 17 april    | 9 april     | 7 april     | 13 april   | 1896           | 122                  | Monument och Gatstensklassiker |
| Brabantse Pijl        | onsdag   | 12 april    | 11 april    | 17 april | 7 oktober    | 14 april    | 13 april    | 12 april    | 10 april    | 18 april * | 1961           | 65                   |                                |
| Amstel Gold Race      | söndag   | 16 april    | 15 april    | 21 april | inställt     | 18 april    | 10 april    | 16 april    | 14 april    | 20 april   | 1966           | 59                   | Ardennerklassiker              |
| Vallonska pilen       | onsdag   | 19 april    | 18 april    | 24 april | 30 september | 21 april    | 20 april    | 19 april    | 17 april    | 23 april   | 1936           | 89                   | Ardennerklassiker              |
| Liège–Bastogne–Liège  | söndag   | 23 april    | 22 april    | 28 april | 4 oktober    | 25 april    | 24 april    | 23 april    | 21 april    | 27 april   | 1892           | 111                  | Monument och Ardennerklassiker |

Not: Inställda/flyttade lopp på grund av COVID19-pandemin är markerade med blått. Asterisk anger att loppet bytt veckodag.
Utöver de ovan listade finns det andra tävlingar som ibland kallas "vårklassiker", som Strade Bianche, vars första upplaga kördes 2007 (det vill säga är 41 år yngre än den yngsta av de listade tävlingarna ovan), Nokere Koerse (första upplaga 1944), Classic Brugge-De Panne (första upplaga 1977 - dock som ett tredagars etapplopp - gjordes om till endagslopp 2018), Le Samyn (första upplaga 1968) och Grand Prix de Denain (första upplaga 1959).